# Rolando Crisostomo Santos
Rolando Crisostomo Santos, CM (Malabon, 21 de março de 1949) é um clérigo católico romano filipino e bispo emérito de Alotau-Sideia.

## Biografia
Rolando Crisostomo Santos nasceu em 21 de março de 1949 em Malabon, Filipinas. Após concluir o ensino fundamental, ingressou no Seminário Menor São Vicente dos Padres Lazaristas, em Valenzuela, Bulacan. Em 1966, ingressou na Congregação da Missão e realizou o noviciado de dois anos em Vicentian Hills, Angono, Rizal. Completou seus estudos filosóficos e teológicos no Seminário Santa Maria Imaculada, em Northampton, Pensilvânia. Em 18 de junho de 1971, emitiu os votos perpétuos na Congregação da Missão e foi ordenado sacerdote em 1º de junho de 1974.
No primeiro ano de sacerdócio foi educador no Seminário de S. Vincent Ferrer em Iloilo. Depois trabalhou como vigário paroquial e pároco em Calumpang. Em 1981 tornou-se diretor do Seminário Internum de Vicentina Hills, Angono. A partir de 1984, foi reitor do Seminário Missionário de S. Vicente na cidade de Quezon. Em 1987 tornou-se diretor da Província das Filhas da Caridade das Filipinas e vigário paroquial e superior da comunidade missionária do Santuário de Muntinlupa.
Em 2001 foi para Papua-Nova Guiné, onde se tornou padre espiritual e tesoureiro do Seminário do Espírito Santo em Bomana, na Arquidiocese de Port Moresby. Entre 2008 e 2009 foi secretário da Conferência Episcopal de Papua-Nova Guiné e Ilhas Salomão. Foi Visitador da Província das Filipinas da Congregação da Missão, Superior das Missões Vicentinas em Papua-Nova Guiné e Ilhas Salomão, e Presidente da Conferência de Visitadores da Ásia-Pacífico.
Em 6 de abril de 2011, o Papa Bento XVI o nomeou Bispo de Alotau-Sideia. Em 3 de julho de 2011, foi ordenado bispo pelas mãos de seu predecessor, Arcebispo coadjutor de Rabaul Francesco Panfilo SDB, em Alotau. Os principais co-consagradores foram o Núncio Apostólico em Papua-Nova Guiné, Francisco Padilla, e o Arcebispo de Port Moresby, John Ribat MSC.
Em 7 de julho de 2025, o Papa Leão XIV aceitou a renúncia de Rolando Santos devido à idade.